# Plectranthus madagascariensis
Plectranthus madagascariensis là một loài thực vật có hoa trong họ Hoa môi. Loài này được (Lam.) Benth. miêu tả khoa học đầu tiên năm 1832.

## Hình ảnh

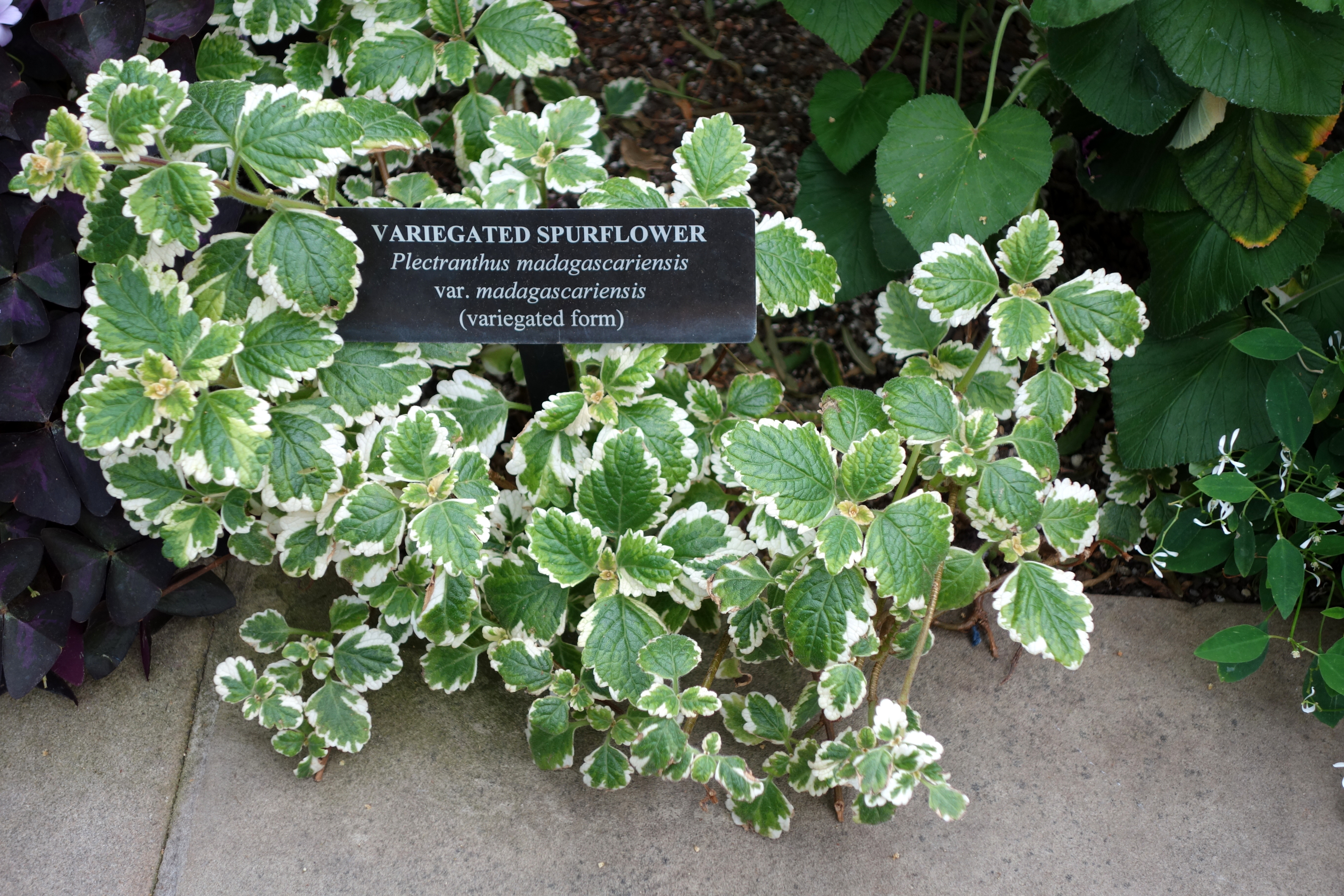
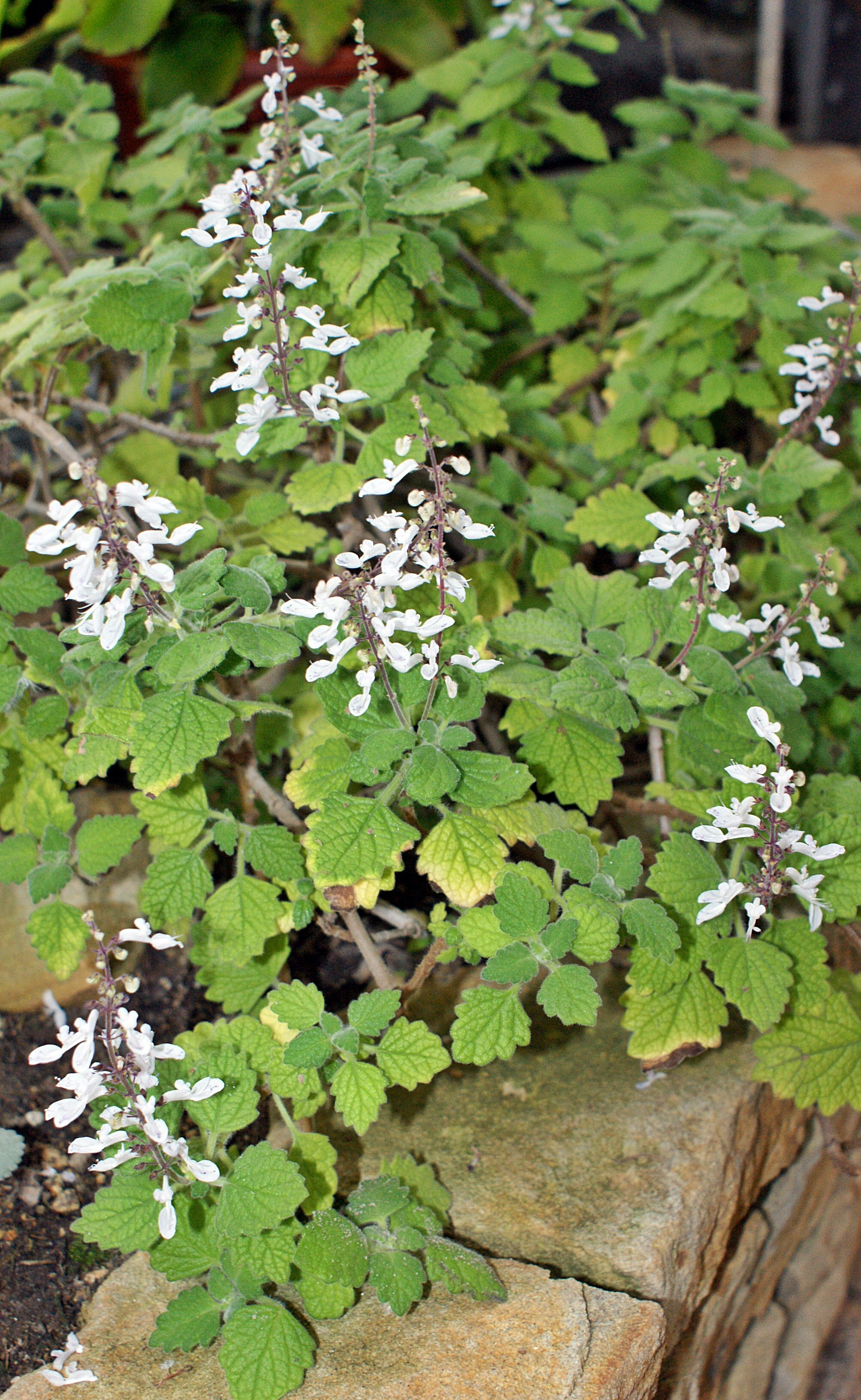
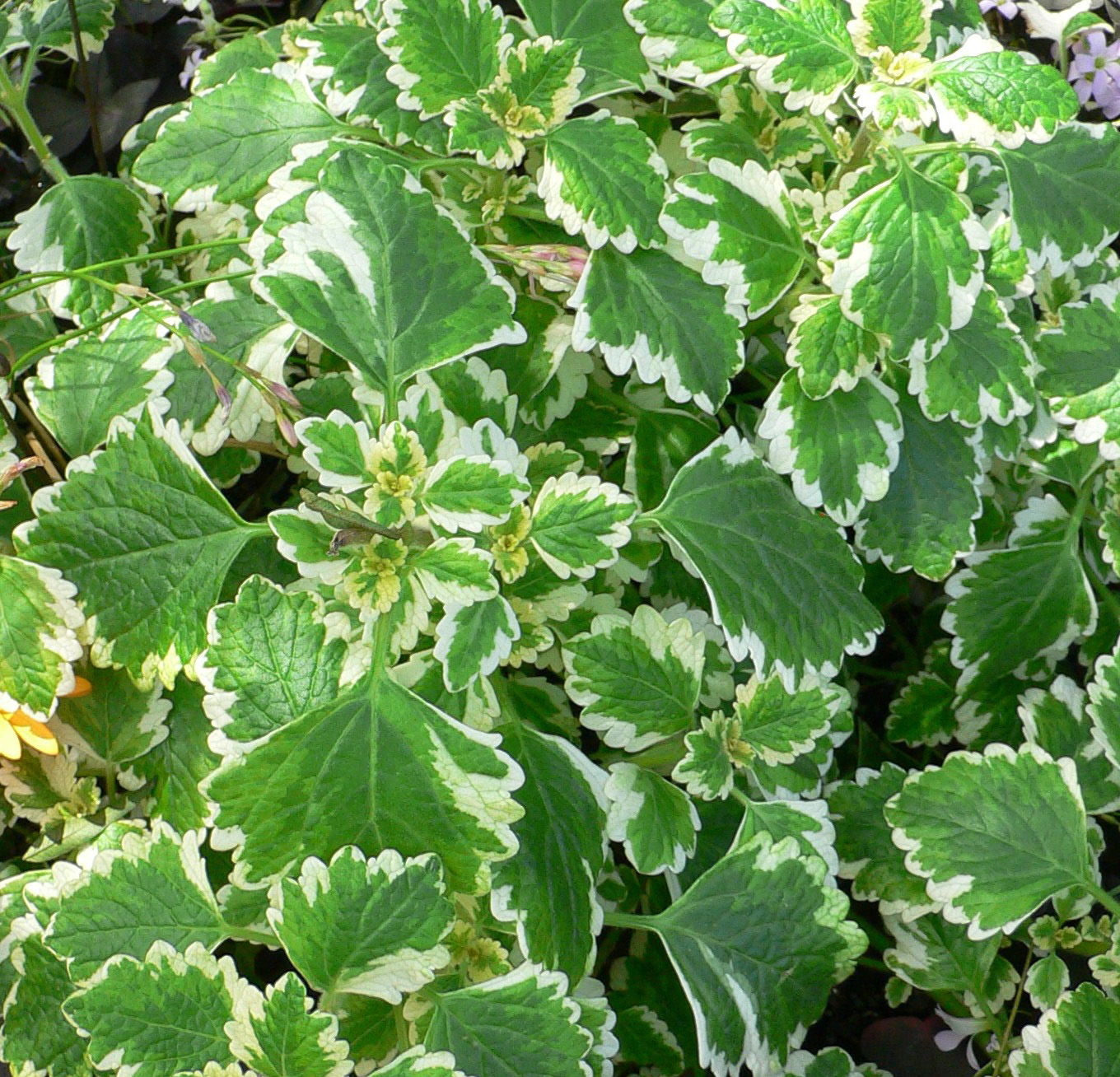
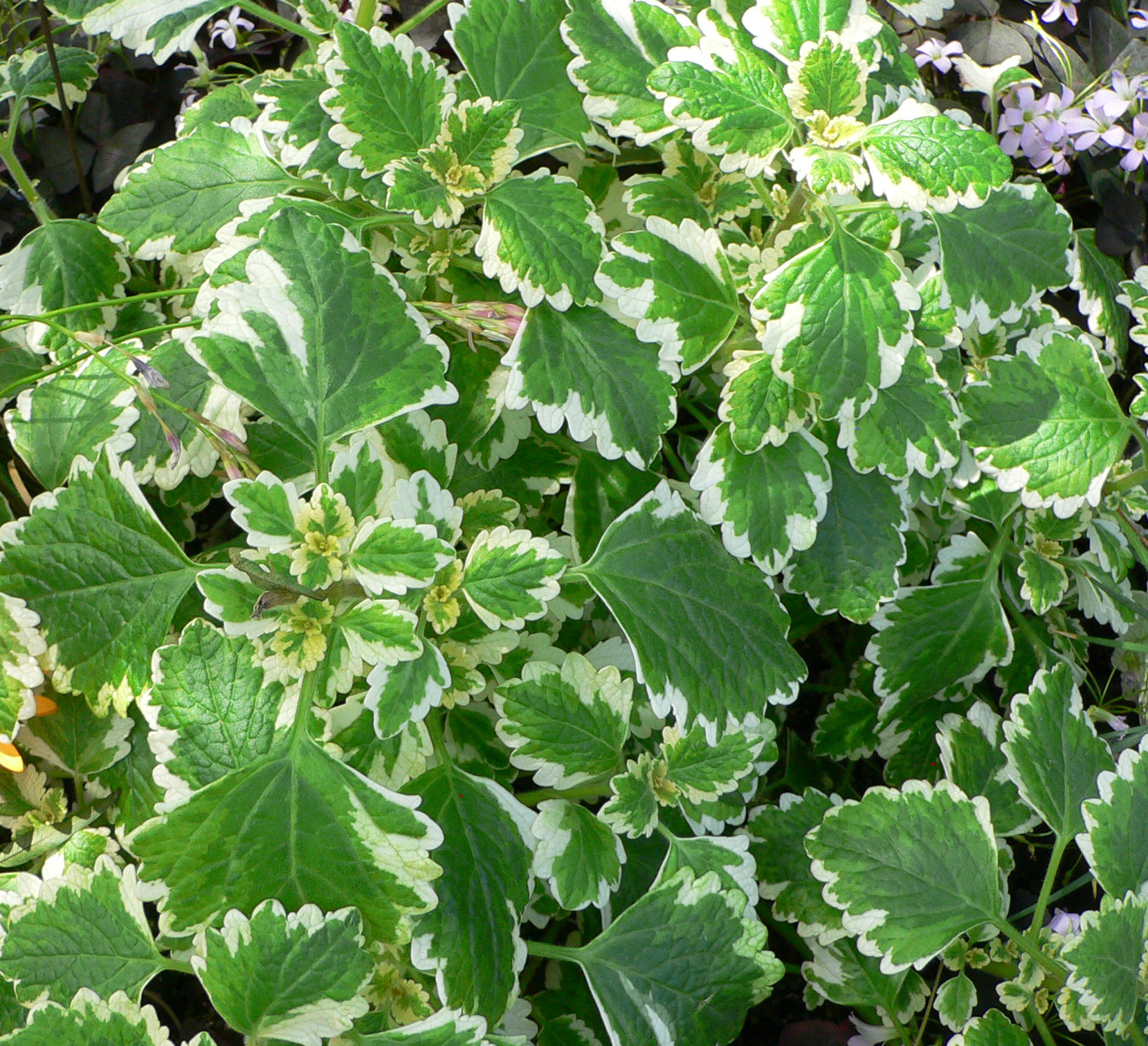